# Anisotes guineensis
Anisotes guineensis är en akantusväxtart som beskrevs av Gustav Lindau. Anisotes guineensis ingår i släktet Anisotes och familjen akantusväxter. Inga underarter finns listade i Catalogue of Life.